# Eolambia

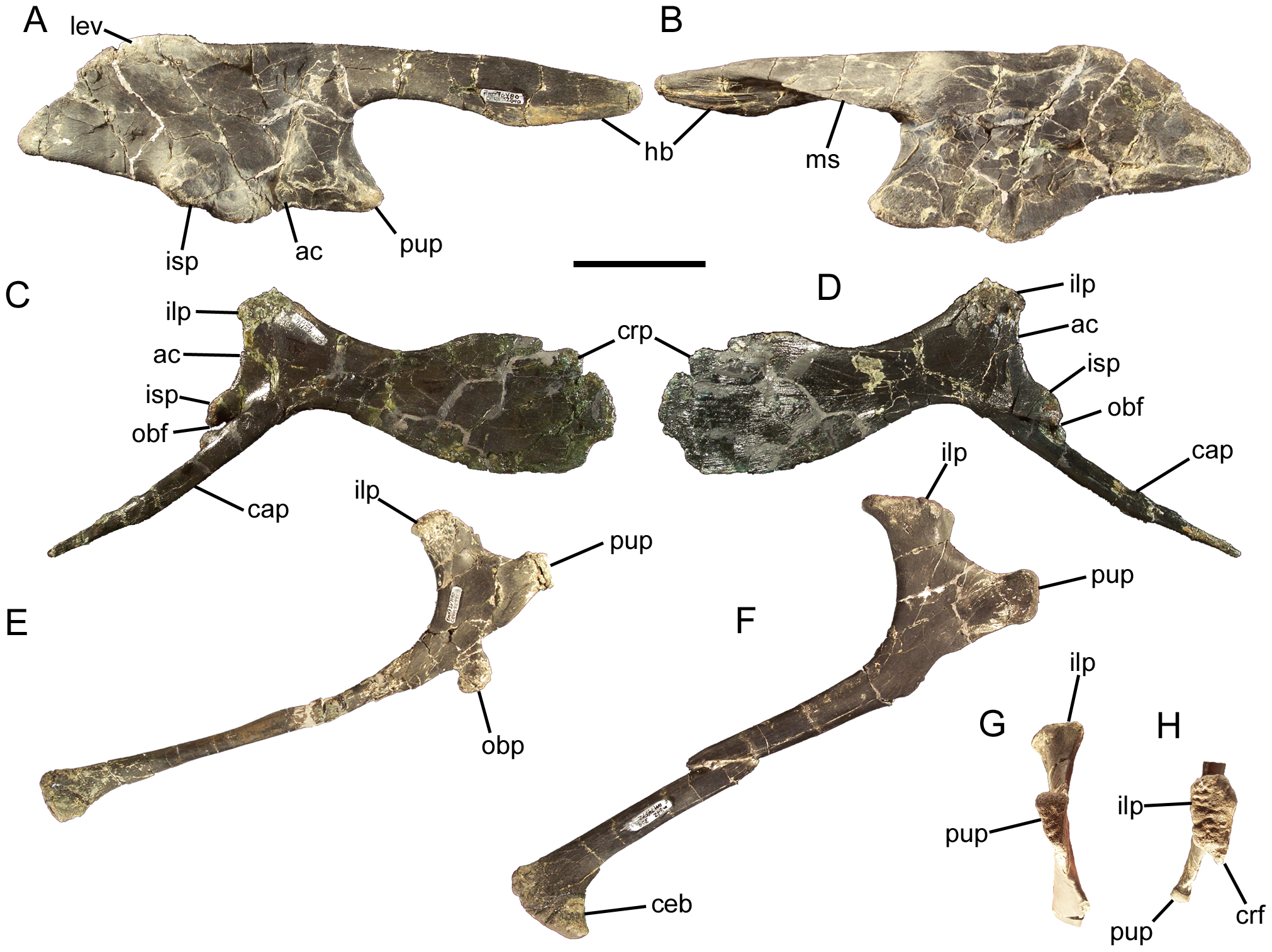
Cintura pélvica de um Eolambia

Eolambia é um género de dinossauro herbívoro do começo do Cretáceo Superior do Estados Unidos. Ele contém uma única espécie, E. caroljonesa, nomeada pelo paleontólogo James Kirkland em 1998.[carece de fontes?]

## História da descoberta
Em 1979 Peter Galton e James A. Jensen descreveram um fêmur direito fragmentário, BYU 2000, pertencente a um dinossauro hadrosauriano descoberto em sedimentos pertencentes à Formação da Montanha Cedar no Parque Nacional arches, Utah. Embora material pobre, era importante para ele (ao lado de um segundo fêmur norte-americano descrito no papel) foi o primeiro espécime hadrosaur do Cretáceo Inferior em qualquer lugar do mundo. Galton e Jensen hipóteses de restos mais completos de um hadrosaur pode ser encontrado a partir da formação no futuro. Vários dentes hadrossauróides também foram encontrados em pedreiras de pequenos vertebrados na região oeste do San Rafael Swell, perto de Castle Dale, no Condado de Emery, Utah; eles foram descritos em 1991 por J. Michael Parrish. Posteriormente, em 1993, Carole Jones e seu marido Ramal Jones descobriram ossos fragmentários em um local fóssil localizado na região noroeste do Swell. Eles chamaram o local ao conhecimento de Donald Burge, diretor da instituição então chamado de College of Eastern Utah Prehistoric Museum (CEUM). O local, que é formalmente conhecido como CEUM Localidade 42em366v, seria posteriormente nomeado Site de Carol (sic) em sua homenagem. Os fósseis, armazenados sob o número de espécime CEUM 9758, representam os restos parciais de um hadrossauroide adulto, incluindo partes do crânio, vértebras, isquio e perna. CEUM 5212, crânio parcial e forequia de um adulto, foi encontrado nas proximidades da Localidade CEUM 42em369v. CEUM 8786, um fêmur esquerdo de um adulto, foi descoberto mais tarde no Sítio de Carol, e não foi descrito até 2012.